# Charlie Chan e la maledizione della regina drago
Charlie Chan e la maledizione della regina drago (Charlie Chan and the Curse of the Dragon Queen) è un film del 1981 diretto da Clive Donner.

## Trama
Charlie Chan è un detective cinese in pensione, ma quando la sua vita sembra più tranquilla che mai deve risolvere una serie di delitti accaduti nella villa di suo nipote. Charlie crede che sia coinvolta una sua antica nemica, la regina drago, che è da poco apparsa nelle vicinanze.